# Palta
Le palta est une langue amérindienne isolée parlée en Équateur, à l'époque de la colonisation espagnole.

## Extension géographique
La langue était parlée par des petits groupes d'Amérindiens rencontrés par les Espagnols au XVIe siècle, dans la province de Loja. La langue s'étendait au-delà, jusque dans la région de Zamora dans la province de Jaén qui se trouve maintenant au Pérou.

## Histoire de la langue
La langue est éteinte depuis longtemps. La région où vivaient les Paltas (en) est aujourd'hui hispanophone.
Quelques mots palta nous sont parvenus, tels que, yumé, eau, xeme, maïs, ou capal, feu.

## Classification
Le palta est considéré comme un isolat linguistique, ou plus exactement comme une langue non classée. Certains linguistes le considère comme une langue jivaro, se basant sur des ressemblances dans le vocabulaire.